# Online-Petition
Die Online-Petition (auch: E-Petition) bezeichnet eine Möglichkeit zur Einreichung einer Petition über das Internet.

## Bundesrepublik Deutschland

### Deutscher Bundestag
Seit 2005 ist die Einreichung von Online-Petitionen beim Deutschen Bundestag nach einem besonderen förmlichen Verfahren möglich.
Der Deutsche Bundestag unterscheidet zwei Arten von Online-Petitionen: Einzelpetitionen und die Öffentlichen Petitionen, bei denen weitere Personen mitzeichnen können.
Siehe: Petitionsausschuss des Deutschen Bundestages

### Deutsche Landtage
Mittlerweile haben alle Parlamente der Bundesländer den elektronischen Einreichungsweg für Petitionen eingeführt.
Beim Landtag Brandenburg ist die Nutzung eines E-Mail-Verfahrens erforderlich, „das die Person des Petenten verbindlich erkennen lässt“.
Die Bremische Bürgerschaft (seit 2010), der Landtag von Rheinland-Pfalz (seit 2011), der Landtag Schleswig-Holstein und der Thüringer Landtag kennen darüber hinaus die Institution der Öffentlichen Petition, die online mitgezeichnet werden kann. Mit Ausnahme des Landtags Schleswig-Holstein und des Thüringer Landtags kann über die Öffentlichen Petitionen auch in einem Onlineforum diskutiert werden.
In Thüringen liegt das Quorum für eine Sammelpetition bei 1.500 Unterschriften.
Siehe auch: Petitionsverfahren in den deutschen Bundesländern

## Österreich
In Österreich können Bürger parlamentarischen Bürgerinitiativen im Nationalrat sowie Petitionen im Nationalrat und im Bundesrat online zustimmen.
Ebenso können Bürger Stellungnahmen zu Ministerialentwürfen einbringen oder bereits eingebrachten Stellungnahmen zustimmen.

## Schweiz
In der Schweiz können Petition bei den Gemeinde-, den Kantons- oder den Bundesbehörden eingereicht werden. Dafür gibt es zwei Möglichkeiten: Petitionsbogen und Online-Petition.

## Europa
Der Petitionsausschuss des Europäischen Parlaments bietet ein elektronisches Formular an.

## Private Online-Petitionen in eigener Organisation
Nichtoffizielle Online-Petitionen haben keine rechtliche Verbindlichkeit und sind häufig nicht an die Parlamente oder deren Petitionsausschüsse gerichtet.
Wie der offene Brief oder der Aufruf auch ist sie ein Instrument der Öffentlichkeitsarbeit. Die Petition richtet sich an Unternehmen, Parteien, Parlamente oder andere Institutionen und fordert sie auf, etwas zu tun bzw. zu lassen.
Ob die gesammelten Unterschriften physisch überreicht werden erscheint sekundär, mit anderen Worten: es genügt in der Regel, dass der Empfänger weiß, wie viele Menschen den Aufruf unterschrieben haben.
Wer eine Online-Petition „unterschreibt“, tut dies entweder per E-Mail an den Petenten oder durch Eintragen seines Namens und seiner E-Mail-Adresse auf einer Webseite. Letzteres macht die Unterschrift eindeutiger (zum Beispiel ist „Karl Müller, München“ ohne E-Mail-Adresse nicht eindeutig) und glaubhafter (der Empfänger der Petition könnte stichprobenartig Unterzeichner anschreiben, um herauszufinden, ob sie tatsächlich unterzeichnet haben).
Die Wirkung inoffizieller Online-Petitionen ist umstritten, nicht zuletzt, da die Gültigkeit der Unterzeichnungen schwierig zu kontrollieren ist. E-Mail-Petitionen verfehlen häufig ihr Ziel, da die Empfängeradressen die häufig standardisiert formulierten E-Mails automatisch herausfiltern. Andererseits kann das Anliegen per Internet rasch verbreitet werden. So erreichte zum Beispiel im Jahr 2005 ein Fernsehzuschauer durch seine Online-Petition, dass der Fernsehsender ProSieben die wegen geringer Zuschauerquoten abgesetzte Serie (9 Episoden) „Mein neuer Freund“ wieder ins Programm aufnahm.
Eine Sonderform der Online-Petition ist diejenige, bei der die Unterschriften öffentlich sichtbar sind. Folgendes Beispiel sei genannt: Am 20. Mai 2010 veröffentlichten Priester und Laien aus dem Bistum Augsburg die sogenannte „Pfingsterklärung“ im Internet, die bis zum 30. Juni von 4.132 Menschen unterzeichnet wurde, etwa 800 davon am ersten Tag. Vier Wochen vor der Erklärung war Walter Mixa (bis dahin Bischof von Augsburg) zurückgetreten.
Unterschreibende in offenen Listen zeigen Zivilcourage, denn sie nehmen mögliche berufliche Nachteile oder Anfeindungen im beruflichen Umfeld in Kauf.

## Nichtoffizielle Online-Petition durch private Plattform-Anbieter
Nichtregierungsorganisationen wie Campact verwenden bei wichtigen Anliegen häufig eine Kombination aus klassischer Unterschriftensammlung bzw. Brief- oder Postkartenaktion mit den Methoden einer Online-Petition.
Avaaz erzielte Erfolge mit Online-Kampagnen gegen die geplanten Gesetzesvorhaben SOPA (über 3,4 Millionen Unterschriften) und ACTA (über 2,3 Millionen).
Auch wenn es grundsätzlich im Interesse einer aufgeklärten, demokratischen Gesellschaft sein muss, durch Nichtregierungsorganisationen über relevante Fragen informiert und an der Entscheidungsfindung beteiligt zu werden, bemängeln Kritiker die oberflächliche Art und Weise, in der dies mithilfe der Neuen Medien geschehe und bezeichnen dies mit den Begriffen Clicktivism und Slacktivism.
Zu den Plattformen privater Anbieter zählen unter anderem:
- Avaaz[19]
- Change.org[20]
- openPetition[21]
- weACT, Petitionsplattform von Campact
- CitizenGo
- innn.it[22]